# Schnaus
Schnaus (, toponimo romancio e tedesco) è una frazione di 123 abitanti del comune svizzero di Ilanz/Glion, nella regione Surselva (Canton Grigioni).

## Storia

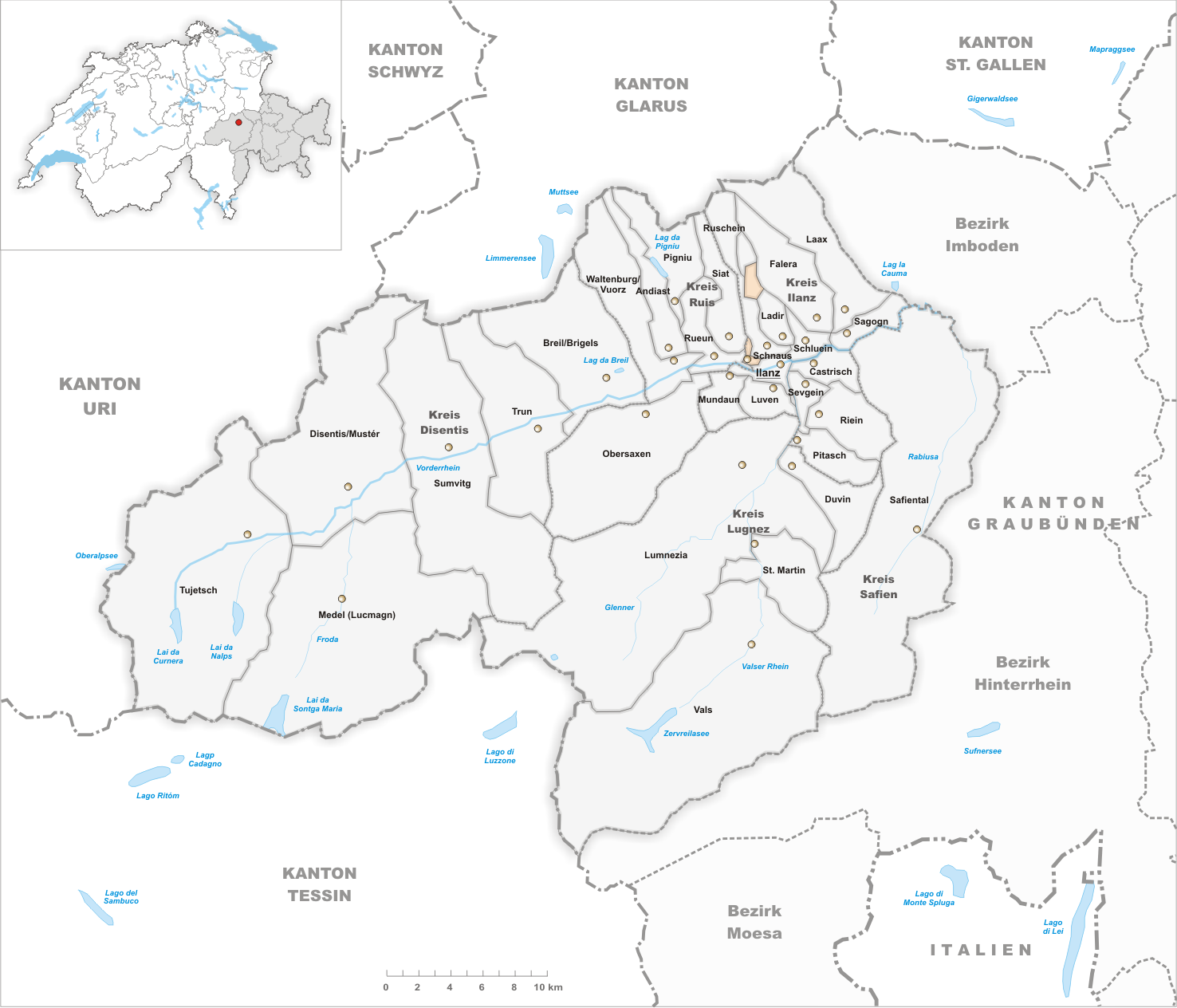
Il territorio del comune di Schnaus prima degli accorpamenti comunali del 2014

Già comune autonomo istituito nel 1851, si estendeva per 2,97 km² e comprendeva anche l'exclave dell'Alp da Schnaus; il 1º gennaio 2014 è stato aggregato agli altri comuni soppressi di Castrisch, Duvin, Ilanz, Ladir, Luven, Pigniu, Pitasch, Riein, Rueun, Ruschein, Sevgein e Siat per formare il nuovo comune di Ilanz/Glion.

## Monumenti e luoghi d'interesse
- Chiesa riformata dei Santi Sebastiano, Maria Maddalena e Giorgio, attestata dal 1480[2].

## Società

### Evoluzione demografica
L'evoluzione demografica è riportata nella seguente tabella:
Abitanti censiti

### Lingue e dialetti
La maggioranza della popolazione parla la lingua romancia.

## Infrastrutture e trasporti

La stazione di Schnaus-Strada

Schnaus è servito dalla stazione di Schnaus-Strada della Ferrovia Retica (linea Reichenau-Disentis).